# 1-Bromdodecan
1-Bromdodecan ist eine chemische Verbindung aus der Gruppe der aliphatischen, gesättigten Halogenkohlenwasserstoffe.

## Gewinnung und Darstellung
1-Bromdodecan kann durch Reaktion von 1-Dodecanol mit Bromwasserstoffsäure und konzentrierter Schwefelsäure gewonnen werden. Es sind auch weitere Syntheseverfahren bekannt.

## Eigenschaften
1-Bromdodecan ist eine brennbare, schwer entzündbare, farb- und geruchlose Flüssigkeit, die praktisch unlöslich in Wasser ist.

## Verwendung
1-Bromdodecan wird als Lösungsmittel eingesetzt. Es wird als Zwischenprodukt zur Herstellung von Tensiden, wie Dodecyltrimethylammoniumbromid,  Arzneimitteln und anderen organischen Verbindungen verwendet.